# Espalem
Espalem é uma comuna francesa na região administrativa de Auvérnia-Ródano-Alpes, no departamento de Alto Loire. Estende-se por uma área de 14,13 km². Em 2010 a comuna tinha 321 habitantes (densidade: 22,7 hab./km²).